# Catolaccus endonis
Catolaccus endonis is een vliesvleugelig insect uit de familie Pteromalidae. De wetenschappelijke naam is voor het eerst geldig gepubliceerd in 1940 door Ishii.